# Tolu Smith
Galen Edward Mitchell "Tolu" Smith III, född 26 juli 2000 i Bay St. Louis i Mississippi, är en amerikansk professionell basketspelare (PF) som spelar för Detroit Pistons i National Basketball Association (NBA).
Han blev aldrig NBA-draftad.
Innan Smith blev proffs studerade han först på Western Kentucky University och spelade för deras idrottsförening Western Kentucky Hilltoppers. Smith blev senare överförd till Mississippi State University för spel i Mississippi State Bulldogs.